# Transmisie de date serială

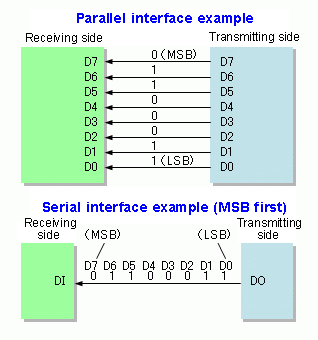
Comparaţie între transmisia de date serială şi paralelă

Transmisia de date serială în tehnologia informației, este o tehnologie de comunicație între calculator și dispozitivele periferice, în care biții de date sunt transferați succesiv de-a lungul unui canal de comunicare sau magistrală.
Transmisiile seriale de date au la bază transmiterea pachetelor de informații printr-un mediu de transmisie a semnalelor electrice (în general cablu coaxial) într-un singur șir sau serial. Pentru interconectarea dispozitivelor ce constituiau rețeaua nu este necesară folosirea unui switch, conexiunea făcându-se de la un dispozitiv la celălalt, iar la capătul șirului se montează un dispozitiv terminal pentru adaptarea de impedanță.
Comparativ, în transferul paralel, biții de date sunt transmiși împreună în același timp și, prin urmare, trebuie să existe cel puțin tot atâtea linii de comunicare. 
Cu toate că transferul paralel este mai rapid, majoritatea transmisiilor de date între calculatoarele moderne și periferice au loc în mod serial pentru a reduce costurile. 

## Tipuri de comunicație serială
Din punctul de vedere al direcției de transfer, se pot distinge următoarele tipuri de comunicație serială:
- Simplex: datele sunt transferate întotdeauna în aceeași direcție, de la echipamentul transmițător la cel receptor.
- Semiduplex: fiecare echipament terminal de date funcționează alternativ ca transmițător, iar apoi ca receptor.
- Duplex: datele se transferă simultan în ambele direcții. Primele conexiuni duplex necesitau două linii de transmisie (patru fire de legătură), dar conexiunile ulterioare necesită o singură linie.

În funcție de numărul de echipamente interconectate, o legătură serială poate fi:
- punct-la-punct: legatura se realizează între două echipamente
- multipunct: legatura se realizează simultan între mai multe echipamente.

Din punctul de vedere al sincronizării dintre transmițător și receptor, există două tipuri de comunicație serială, asincronă și sincronă.

### Comunicația asincronă
În transferul asincron, emițătorul și receptorul au semnale de tact separate, sincronizarea la nivel de bit este asigurată numai pe durata transmisiei efective a fiecărui caracter. O asemenea comunicație este orientată pe caractere individuale și are dezavantajul că necesită informații suplimentare în proporție de cel puțin 25% pentru identificarea fiecărui caracter. Acest mod de comunicație este numit și start-stop.
Controlerul UART se ocupă de comunicarea serială asincronă dintre un computer și un dispozitiv periferic conectat la portul serial al calculatorului și convertește datele de la serial la paralel și invers. Seria de chipuri 16550 este UART-ul cel mai frecvent utilizat.

### Comunicația sincronă
În modul sincron, emițătorul și receptorul au același semnal de tact. Caracterele sunt transmise rapid, unul după altul, fără biți de start și stop. Pentru sincronizare, mesajul transmis este precedat de caractere speciale de sincronizare, detectabile de circuitul receptorului. Transmisiile în mod sincron pot folosi scheme de inteligente de modulare, care se bazează pe circuite suplimentare, iar semnalele de date și tact folosesc aceeași pereche de fire. Această metodă, cunoscută sub numele de codare Manchester, este folosită în rețele Ethernet. Protocolul HLDC (High-Level Data Link Control) este o metodă sincronă alternativă folosită pentru transmisii seriale rapide orientate pe bit. HDLC este utilizată pe scară largă deoarece suportă conexiuni semiduplex și duplex, rețele punct-la-punct și punc-la-multipunct.

## Portul serial

Port serial DB-25

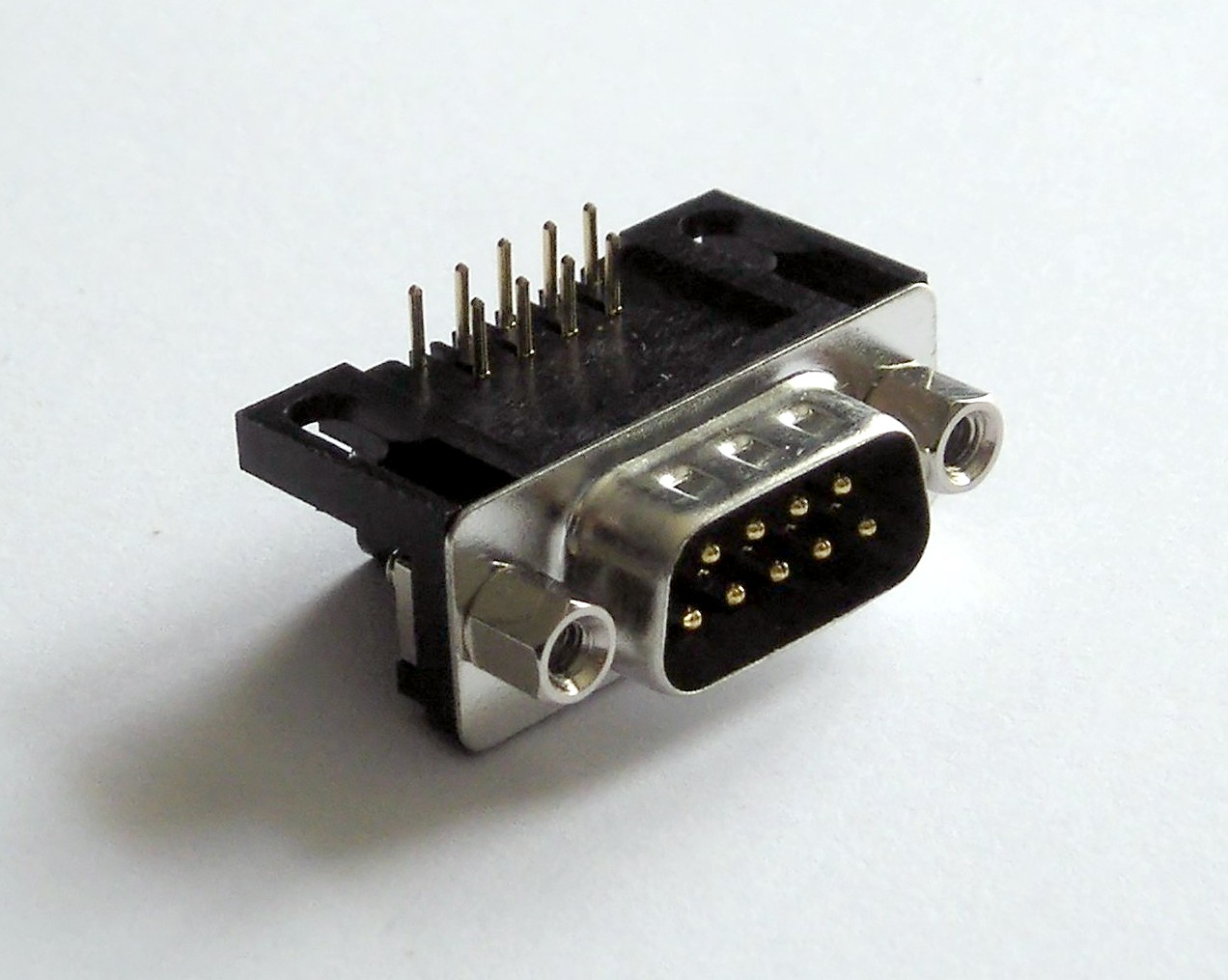
Port serial DB-9

Este interfața utilizată pentru schimbul de date între computer și periferice. Porturile seriale pot utiliza două tipuri de conectori: conectorul DB-25 și conectorul DB-9. Conectorul DB-25 cu 25 de pini a fost utilizat la calculatoarele din generațiile anterioare. La calculatoarele mai noi pentru a se reduce spațiul ocupat de conector, a fost înlocuit cu un conector de dimensiuni mai reduse, conectorul cu 9 pini DB-9. Pentru porturile seriale ale calculatoarelor se utilizează conectori tată, iar pentru porturile seriale ale echipamentelor periferice se utilizează conectori mamă.

## Cabluri
Există mai multe variante de cabluri care se pot utiliza pentru comunicația serială. Pentru viteze de comunicație reduse și lungimi scurte, se pot utiliza cabluri obișnuite, care nu sunt ecranate. Pentru a reduce interferențele cu alte echipamente, trebuie utilizate cabluri ecranate care conțin un înveliș sub forma unei folii de aluminiu.

### Cabluri directe
Cablul direct se utilizează atunci când se conectează un calculator cu un periferic și ambele dispun de conectori de același tip (DB-25), cu același număr de pini la cele două capete.

### Cabluri adaptoare
În cazul în care cei doi conectori ai unei legături seriale sunt de tipuri diferite, DB-25 la un capăt și DB-9 la celălalt capăt, este necesar un cablu adaptor.

### Cabluri inversoare
Cablurile inversoare, numite și cabluri null modem, sunt necesare pentru conectarea a două echipamente terminale de date, cum sunt două calculatoare. Aceste cabluri sunt folosite și pentru conectarea unor tipuri de periferice la calculator, cum sunt imprimantele și plotterele seriale.

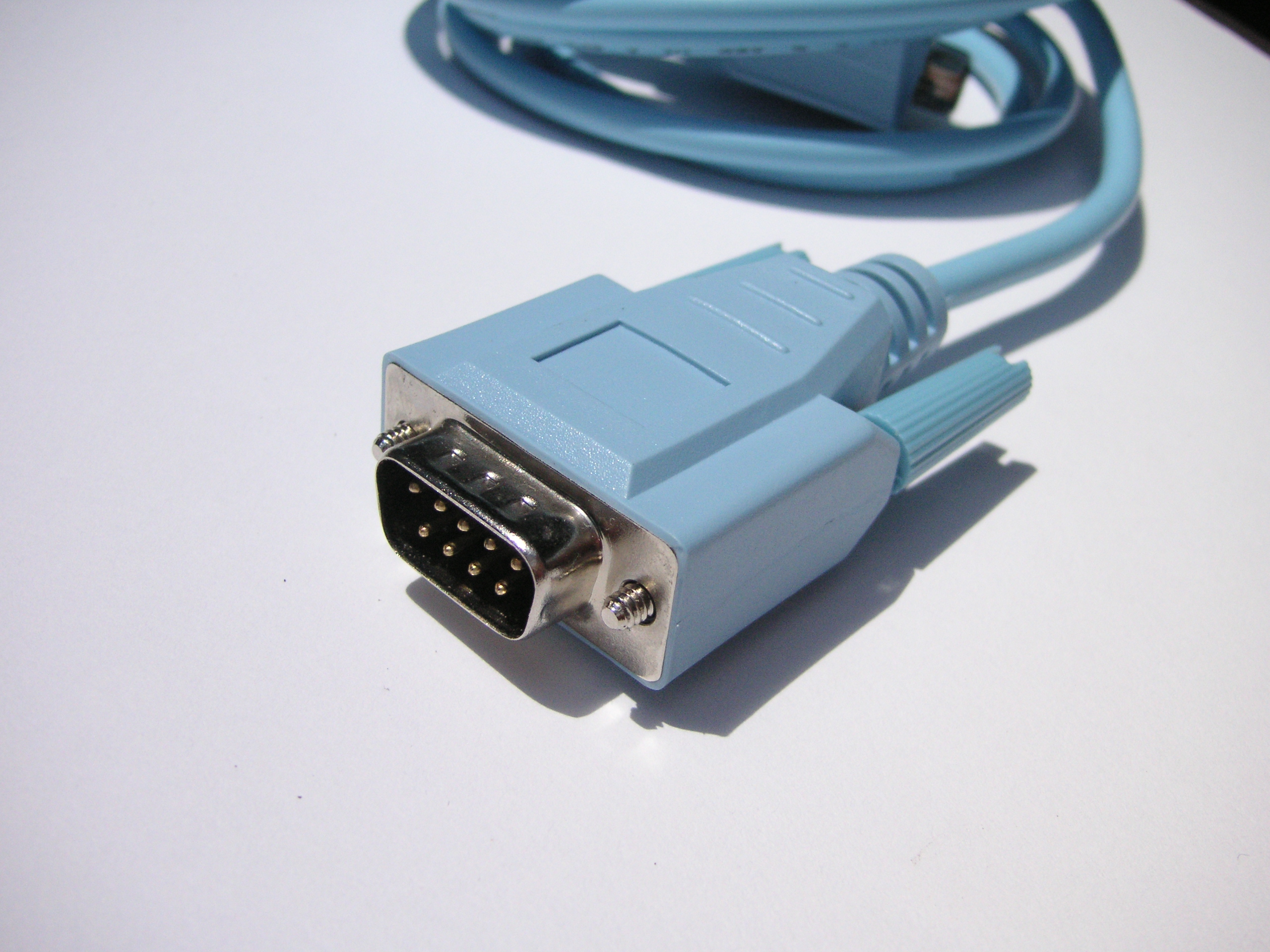
Cablu serial DB-9
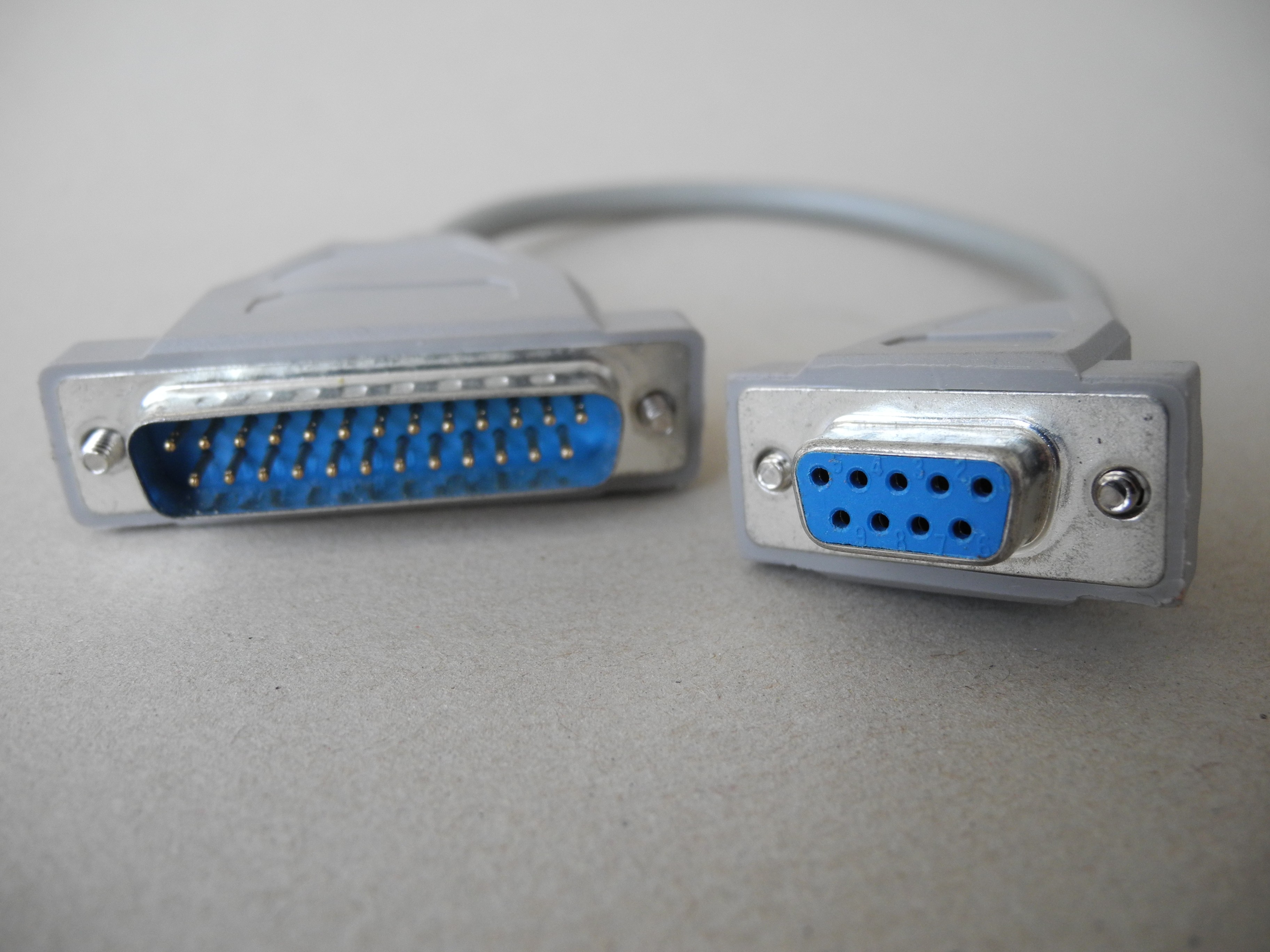
Cablu adaptor 9-25 pini
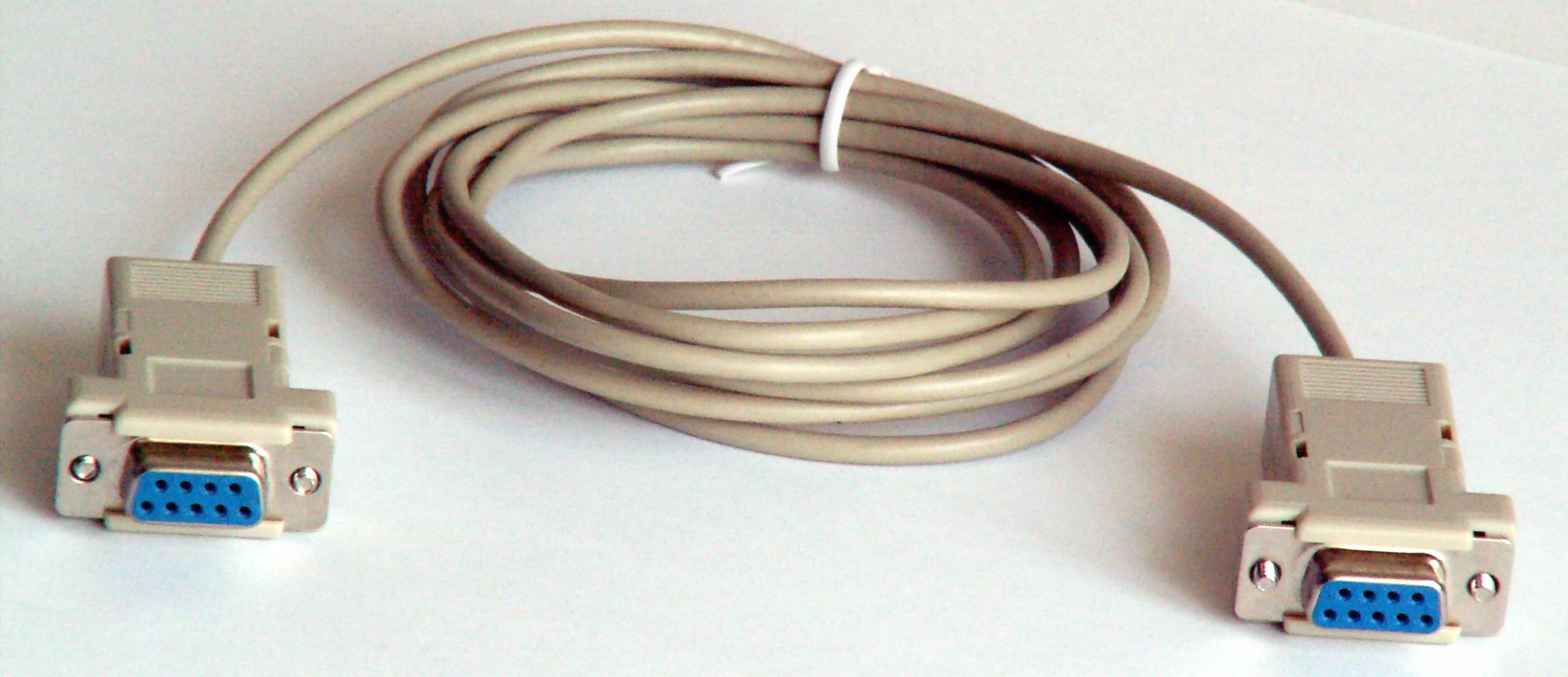
Cablu null modem

## Standarde
Pentru a asigura interoperabilitatea între diferite echipamente realizate de diverși producători, s-au definit o serie de standarde internaționale, care specifică:
- modul de transmisie a datelor (sincron/asincron)
- modul de structurare a datelor transmise (octet, bloc)
- viteza de transmisie
- mecanismele de detecție și corecție a eventualelor erori
- tipul semnalelor folosite pentru transmisie (tensiune, curent, tensiune diferențială)
- mecanismele de sincronizare a echipamentelor comunicante
- tipul de conectori folosiți
- natura și parametrii fizici ai mediului de transmisie (cablu bifilar torsadat, cablu coaxial, fibră optică)

Standarde de transmisie serială a datelor utilizate pe scară largă includ:
- RS232: a fost cel mai utilizat standard; standardul RS232, elaborat în anul 1960, este un standard complet, acesta asigură compatibilitatea între sistemele gazdă și periferice, specificând nivelurile tensiunii și a semnalului, configurația legăturilor și a pinilor, controlul informației dintre cele două echipamente. Standardul RS-232 a suferit diferite modificări, fiind elaborate mai multe revizii ale acestuia:RS-232A (1963), RS-232B (1965), RS-232C (1969), RS-232D (1986), RS-232E (1991), RS-232F (1997). Totuși, indiferent de revizia acestuia, standardul este numit de cele mai multe ori RS-232.

- RS422: precizează caracteristicile electrice ale unui circuit de interfață echilibrat, nivelurile de tensiune și specificațiile electrice transmițător/receptor; oferă o rată de transfer mult mai mare decât RS232. Multe dispozitive RS422 sunt compatibile cu RS232.

- RS423: precizează caracteristicile electrice ale circuitelor neechilibrate. RS423 permite distanțe de maximum 1200m și viteze maxime de 100kbps.

- RS449: pentru specificarea caracteristicilor mecanice, funcționale și procedurale; interfața utilizează doi conectori de legătură, cu 37 și respectiv 9 pini.

- RS485: este un standard de comunicație diferențial sau echilibrat care permite transmisia de date de mare viteză împreună cu emițătoare și receptoare multiple, ceea ce face ca acesta să poată fi încorporat ca soluție de rețea.

- RS530: suprascrie RS449 și completează RS232; bazat pe o conexiune cu 25 de pini, funcționează împreună cu interfața electrică RS422 (circuite electrice echilibrate) sau RS423 (circuite electrice neechilibrate).

- Current Loop - specificația se bazează pe absența sau prezența nivelurilor de curent (de obicei + sau - 20 mA); permite comunicația între echipamente apropiate între ele, fără utilizarea unor modemuri. [3]

- HDLC: standard pentru comunicațiile din rețea ce folosește un protocol de comunicație bazat pe cadre.

- I2C (Inter-Integrated Circuit Bus): standardul se utilizează pentru interconectarea pe o magistrală serială a componentelor unui sistem cu microcontroler.

- MIL-188: standard de comunicație militar definit de Departamentul Apărării al S.U.A.[4][5][6][7]

## Exemple de interfețe seriale
- CAN: magistrală serială utilizată în industria de automobile
- Ethernet
- Fibre Channel
- FireWire
- HyperTransport
- InfiniBand: interfață de mare viteză, comparată cu Ethernet și Fibre Channel
- I²C: utilizată între circuite integrate
- MIDI: controlul instrumentelor muzicale și al computerelor
- PCI Express
- Serial ATA
- SpaceWire: comunicații full duplex punct-la-punct în nave spațiale
- SPI: interfață sincronă de mare viteză, ce operează în mod full duplex.
- SONET: transmisii prin fibră optică de mare viteză folosind laser
- USB